# La Lyre biterroise
La Lyre Biterroise est un orchestre d'harmonie créé en 1867 à Béziers (Hérault). Elle a pour premier président Étienne Cazals et pour premier directeur musical Émile Moulins. Avec plus de 150 ans d'existence, elle est la doyenne des sociétés musicales de l'Hérault.
Durant son histoire, plusieurs chefs d'orchestre et présidents se succèdent à sa tête, à l'image du mécène biterrois Castelbon de Beauxhostes. La Lyre Biterroise participe ainsi à la vie culturelle locale, et joue, en 1898, au Théâtre des Arènes de Béziers, sous la direction de Camille Saint-Saëns dans Déjanire,.
L'orchestre anime à plusieurs reprises les corridas de la Feria de Béziers. Le 18 Mars 2017, les musiciens de la Lyre Biterroise fêtent le 150ème anniversaire de la formation dans un concert évènement au Zinga-Zanga de Béziers, avec la participation du compositeur de musique taurine espagnol Abel Moreno. En parallèle, l'orchestre sort un nouvel album, 150 Ans, sous le label Agorila. L'Orchestre est actuellement sous la direction musicale de Victor Madrènes.
Les studios de répétition et les bureaux de La Lyre Biterroise se situent au Château Saint Jean d’Aureilhan à Béziers.

## Association
La Lyre biterroise est constituée sous la forme d'une association loi de 1901.

## Histoire

### Présidents et directeurs musicaux

#### Présidents
Le premier président est Étienne Cazals, de 1867 à 1870. S'en suivra la présidence de Louis Bonnet de 1870 à 1891.
Dès 1891, le mécène Biterrois Castelbon de Beauxhostes assure pendant près de 37 ans (1891 à 1928) la présidence de l'orchestre. Il en fera un véritable outil au service de ses commandes dans les Arènes de Béziers. Lors de sa présidence, l'orchestre s'améliore en notoriété et en qualité. 
Les présidents suivants seront M. Rencoule, M. Sénégas, M. Collet, M. Boucard.
Au début des années 2000, Christian Bousquet en prend la charge.
Enfin, depuis 2019, Michel Jourliac assure cette fonction.

#### Directeurs musicaux
Les directeurs musicaux se succèdent : Émile Moulins, Jules Pochon, Jean Alicot, A. Lemaire, Georges Nussy Verdier, Pierre Fouquet, Gaston Malaterre, Armand Dubos, Léon Collet, Paul Vidal, Jean Henric, Jackie Folcher, José Ribeyrex, Julien Lison, Philippe Castell, Hervé Fünfstück.
Depuis 2018, Victor Madrènes est chargé de la direction musicale.

### Grandes heures
1867 : Création de la Lyre Biterroise par un groupe d'amis musiciens, M. Étienne Cazals en est le premier président, M. Émile Moulins en est le premier chef d'orchestre.

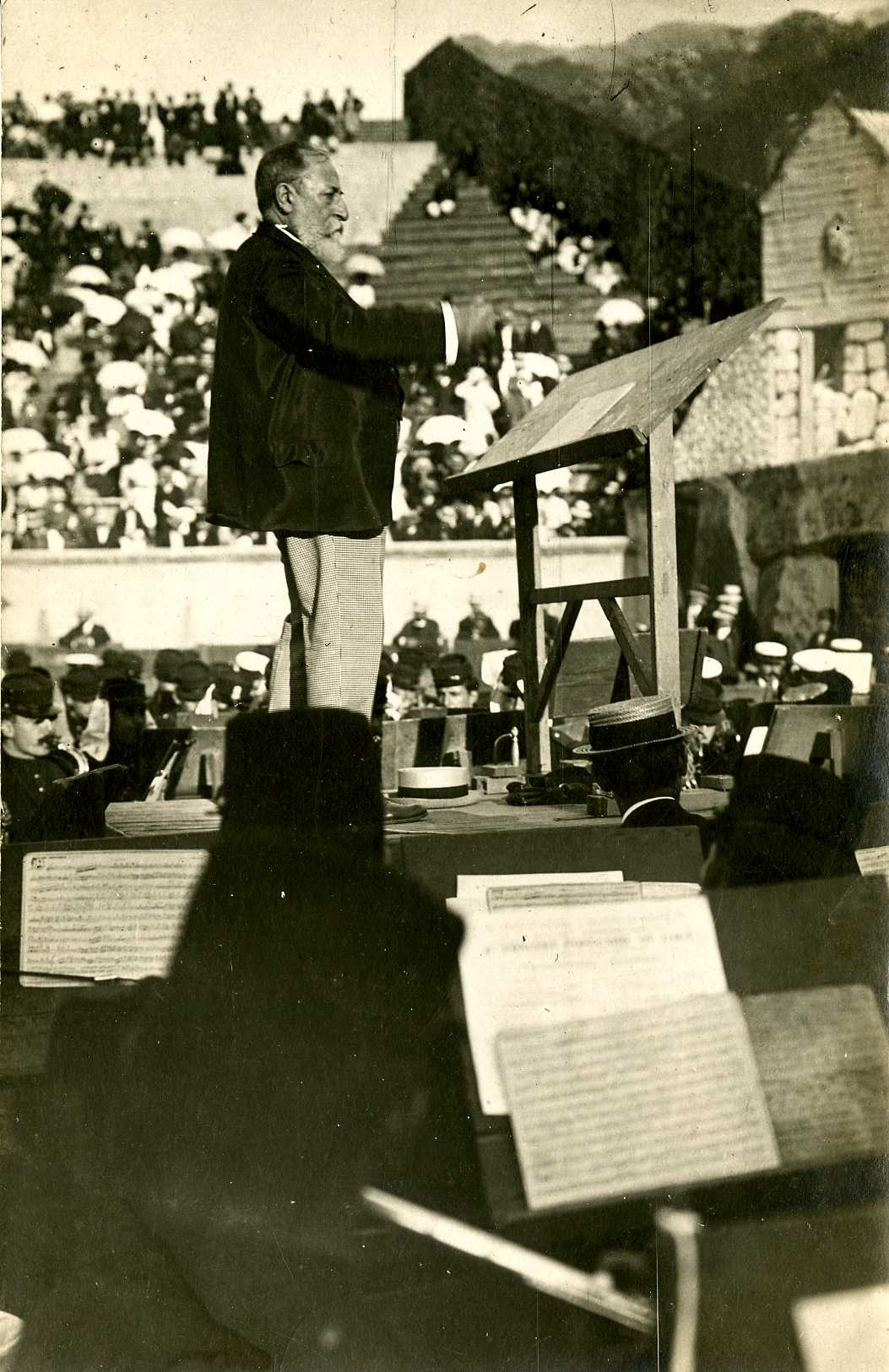
Saint-Saëns dirige Déjanire à Béziers

1891 : Monsieur Castelbon de Beauxhoste (1859-1934) devient président de la Lyre Biterroise. Durant ses 37 ans de présidence, il réorganisera l'orchestre pour en faire un ensemble de qualité, participant aux fêtes lyriques des arènes de Béziers, alors surnommée la « Bayreuth française » et donnant des concerts en France et à l'étranger.
28 et 29 août 1898 : représentations de l'opéra Déjanire, composé et dirigé par Camille Saint-Saëns au Théâtre des Arènes de Béziers devant 10 000 spectateurs. La lyre Biterroise y participe aux côtés de la musique de la garde municipale de Barcelone, de l'orchestre à cordes de la Ville de Barcelone et du Grand-Théâtre de Béziers, d'un orchestre de harpes (18 instrumentistes de Barcelone et Paris).

25 mai 1902 : accueil de M. Frédéric Mistral à Béziers, à la descente du train, au son du Coupo Santo par la Lyre Biterroise au grand complet, en casquettes blanches, et ouvrant le cortège à travers une foule immense, jusqu'aux Allées Paul Riquet. Les cloches de toutes les églises sonnent à grandes Volées.

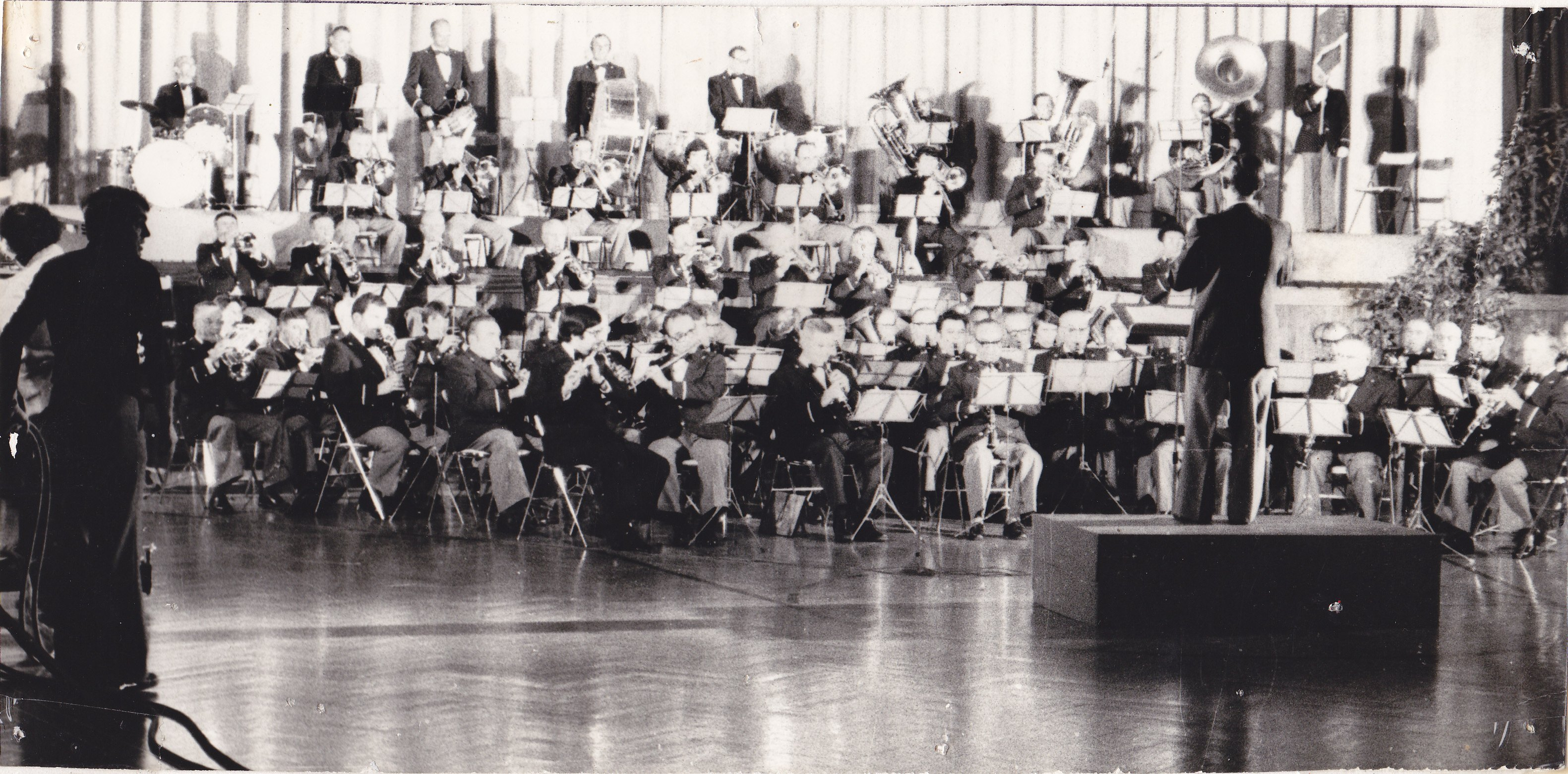
La Lyre Biterroise dans l'émission de Jacques Martin en 1976

11 Novembre 1918 : le maire de Béziers, Pierre Verdier, annonce officiellement du haut du balcon du Théâtre la signature de l’armistice. La Lyre Biterroise offre à cette occasion un concert sur les Allées Paul Riquet, noires de monde.
12 octobre 1976 : enregistrement de l'émission télévisé Les musiciens d'un soir, de Jacques Martin, au Palais des Congrès de Béziers.
18 mars 2017 : grand concert des 150 ans au Zinga Zanga de Béziers avec la participation exceptionnelle du maestro espagnol Abel Moreno, célèbre compositeur de musique taurine. Sortie de l'album 150 ans, sous le label Agorila.
Août 2018 : Retour de l'orchestre de la Lyre Biterroise sur le toril des Arènes de Béziers, pour les corridas de la feria.

## Discographie
- 150 Ans, label Agorila
- 50 Ans Féria de Béziers, label Agorila[9]